# Liane du diable
 (mai 2025).
Liane du diable peut faire référence à :
- Epipremnum aureum, aussi appelé Pothos, une espèce de plantes à fleurs de la famille Araceae des originaire de Polynésie
- Cocculus orbiculatus, une espèce de plantes à fleurs de la famille des Menispermaceae originaire d'Asie et devenue envahissante à la Réunion